# Davide Ragazzoni
Davide Ragazzoni (Venezia, 24 maggio 1958) è un batterista italiano con all'attivo collaborazioni con artisti importanti nel campo del jazz e della musica d'autore italiana.

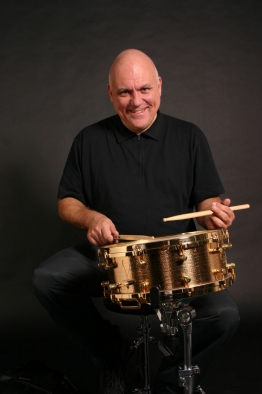
Davide Ragazzoni

Inizia la sua carriera nell'attivissimo ambiente jazz del Veneto dei primi anni ottanta suonando tra gli altri con i compianti Massimo Urbani e Bicio Caldura con cui ha fondato il gruppo "Jazz Forms", poi con i fratelli Tonolo e altri musicisti che sarebbero diventati in seguito jazzisti di fama.

Le sue collaborazioni con la musica italiana iniziano con tour e dischi con Patty Pravo poi a seguire con Baccini, Riondino e altri. Suona in molti concerti con il virtuoso della chitarra Andrea Braido.
Suona in tour e realizza incisioni con Enzo Jannacci nella band diretta dal figlio Paolo con il quale ha anche realizzato dischi e colonne sonore.

Collabora dal 1996 con Angelo Branduardi in importanti Tour Europei nei più prestigiosi teatri, dischi, apparizioni in tv show in tutta Europa, partecipa alla realizzazione dell'album pluripremiato L'infinitamente piccolo.
Endorser internazionale delle batterie Ludwig, pelli e percussioni Remo, bacchette Vic Firth, piatti e gong Paiste.
Didatta riconosciuto lavora in scuole di musica, scrive per giornali specializzati ed è docente di Batteria presso il Dipartimento Jazz del conservatorio statale "A. Buzzolla" di Adria e del Conservatorio di Musica Francesco Cilea di Reggio Calabria.